# Repelenty
Repelenty, środki odstraszające, odstraszacze (łac. repellere – odstraszać, odrzucać) – organizmy żywe, związki chemiczne, urządzenia generujące światło lub dźwięki mające właściwość odstraszania niepożądanych w danym miejscu gatunków. Ich stosowanie zaliczane jest do biologicznych (ekologicznych) metod ochrony.

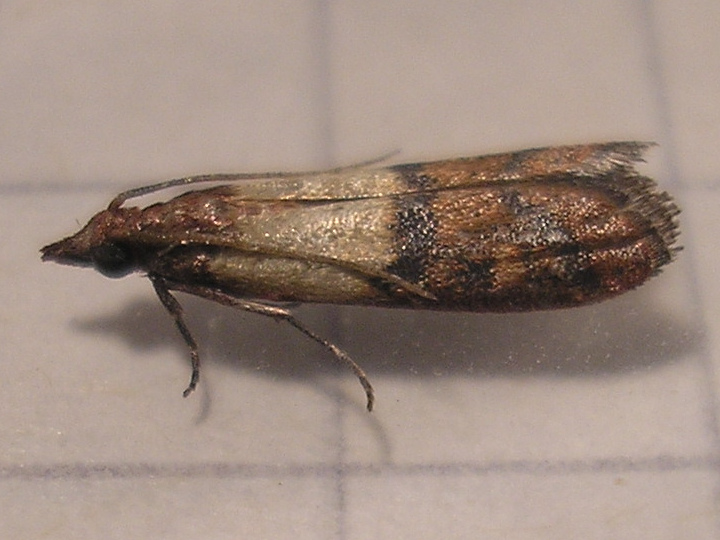
Omacnica spichrzanka – szkodnik lubiący ciszę

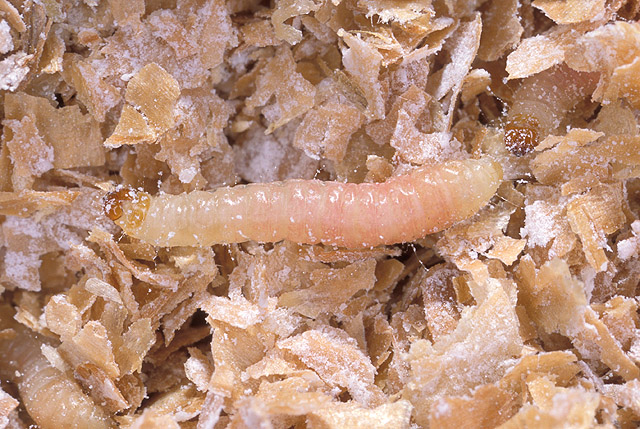
Larwa omacnicy spichrzanki

Niektóre ze środków odstraszających stosowane na zwierzęta zamknięte w klatce mogą prowadzić do ich śmierci (warunki eksperymentalne; chodzi tu zwłaszcza o dźwięki, źle znoszą je np. omacnica spichrzanka oraz gryzonie). W normalnych warunkach zwierzęta zachowujące swobodę poruszania się mogą chroniony obszar opuścić znajdując sobie inne miejsce żerowania. Stosowanie odstraszania nie zawsze wynika z troski o środowisko lub z poszanowania życia. W sytuacji, gdy każde ugryzienie może spowodować zakażenie jakąś chorobą odzwierzęcą, trudno sobie wyobrazić inny sposób zabezpieczenia człowieka przed kleszczami lub komarami. Działanie odstraszające repelentów może także wynikać z nieprzyjemnego zapachu lub zawartych w nich substancji żrących atakujących odnóża lub układ oddechowy.

## Przykłady
Wiele ptaków można odstraszyć od zagonów rozwieszając przeciw nim paski błyszczącej folii aluminiowej. Wiszące na sznurkach błyszczące srebrzyste kule odstraszają jastrzębie od gołębników a sójki od szkółek leśnych. Ultradźwięki wydawane przez nietoperze (można je nagrać) powodują u niektórych owadów panikę i ograniczenie lotów, przez co zmniejszają im możliwości szkodzenia. Szpaki nie lubią hałasu, głośne dźwięki (nie za częste) płoszą je i zniechęcają do wiśni. Gryzonie słyszą dźwięki do 30 kHz, podczas gdy człowiek słyszy dźwięki do 20 kHz. Te niesłyszalne dla człowieka dźwięki wykorzystuje się do odstraszania gryzoni. Dźwiękami, jeśli zachodzi taka potrzeba, można się pozbyć kretów z pola, zabezpieczyć samochód przed obgryzaczami kabli itp. Odstraszacz UOZ-1 automatycznie przed przejazdem pociągu płoszy z torów zwierzęta ratując im życie.
Kapustę przed bielinkiem można chronić sadząc wokół i wśród jej zagonów krzaki pomidorów. Cebula sadzona wśród marchwi chroni ją przed połyśnicą marchwianką (Psila rosae). Naftalina odstrasza mole. Skutecznym repelentem przeciwko komarom przenoszącym żółtą febrę (Aedes aegypti) lub malarię (Anopheles quadrimaculatus) jest ftalan dimetylu. Kleszcze odstrasza adypinian dibutylu. Szerokie spektrum odstraszania mają etyloheksanodiol i dietylotoluamid (DEET). Tlenochlorek miedzi(II) zwalczający zarazę ziemniaczaną równocześnie zniechęca stonkę do siadania na potraktowanych nim ziemniakach. Uważa się, że brak stonki ziemniaczanej w Szwajcarii spowodowany jest regularnym stosowaniem tego fungicydu.